# اریک گرین (بازیکن هاکی روی چمن)
اریک گرین (انگلیسی: Eric Green; ۸ اوت ۱۸۷۸ – ۲۳ دسامبر ۱۹۷۲) بازیکن هاکی روی چمن اهل بریتانیا بود.